# The Village Blacksmith
The Village Blacksmith er en amerikansk stumfilm fra 1922 af John Ford.

## Medvirkende
- William Walling som John Hammond, Blacksmith
- Virginia True Boardman som Mrs. John Hammond
- Virginia Valli som Alice Hammond
- Ida Mae McKenzie som Alice as a Child
- David Butler som Bill Hammond
- Gordon Griffith som Bill
- George Hackathorne som Johnnie Hammond
- Pat Moore som Johnnie